# التهاب العظم العاني
التهاب العظم العاني (بالإنجليزية: Osteitis pubis)‏ هو التهاب غير معدي في منطقة الارتفاق العاني يتسبب في شعور المريض بدرجات متفاوتة من الآلام أسفل البطن والحوض. تم وصف وجود التهاب العظم العاني لأول مرة عند المرضى الذين خضعو لجراحة فوق العانة، غير ذلك، يظل هذا الالتهاب واحدا من التعقيدات المعروفة خلال إجراءات الباضعة حول منطقة الحوض.

## العلامات والأعراض
يمكن أن تشمل أعراض التهاب العظم العاني كلا من فقدان المرونة في منطقة الفخذ، أو ألم حاد على مستوى الفخذ. في الحالات الأكثر حدة يمكن للمريض الشعور ألم طعن حاد عند قيامه بالركض، أو الركل، أو حتى خلال قيامه بأنشطة روتينية كالوقوف أو الخروج من السيارة. الشعور بألم عند لمس المنطقة يمكن أن أيضا علامة على الإصابة بالتهاب في العظم العاني.

## المسببات
يمكن لالتهاب العظم العاني أن يحدث في كثير من الأحيان على شكل مضاعفات تلي عددا من الاجراءات الطبية المعروفة، على غرار عمليتي الحمل والولادة وجراحة الجهاز البولي. غير ذلك، يمكن أن يحدث هذا الالتهاب كنتيجة للأنشطة الرياضية (مثل الجري وكرة القدم وكرة القدم وهوكي الجليد والتنس) أو لإصابة بصدمة كبيرة أو صدمات طفيفة متكررة أو اضطرابات روماتيزمية أو أيضا لأسباب غير معروف أخرى.
خلال فترة ما قبل المضادات الحيوية، كانت التهابات العظم العاني واحدة من المضاعفات العرضية لجراحة الحوض، على وجه الخصوص تلك المتعلقة استئصال البروستات.

### أخطاء التدريب والتحميل الزائد
- القيام بتمارين على الأسطح الصلبة (كالخرسانة).
- القيام بتمارين  على أرض غير مستوية.
- الشروع في القيام ببرنامج للتمرين بعد فترة يلة من عدم التمرين.
- زيادة كثافة التمرين أو مدته بسرعة كبيرة.
- استخدام أحذية متآكلة أو غير المناسبة للقيام بالتمارين الرياضية.

### انعدام الكفاءة الحركية الميكانيكية
- حركات القدم والجسم الخاطئة واضطرابات المشي.
- الشد، بالإضافة إلى العضلات القاسية في الوركين والفخذ والأرداف.
- خلل في توازن العضلات
- اختلاف في طول الساق.

## التشخيص
يعاني المرضى المصابون بالتهاب العظم العاني في معظم الحالات من ألم عند المشي وتسلق السلالم والوقوف على ساق واحدة. قد يتركز هذا الألم موضعيا في منطقة الارتفاق العاني وحوله، أو قد ينتشر ليصل إلى مناطق الفخذ والورك،  وقد يصل أحيانا إلى عضلات البطن السفلية.
يمكن تأكيد تشخيص التهاب العظم العاني عن طريق إجراء فحص بالأشعة السينية، التي تمكن من ملاحظة السمات المميزة للاتهاب، والتي تظهر عادة على شكل توسع وعدم انتظام في الارتفاق العاني الذي يصل بين بين الرباطين العلويين لعظم العانة. يمكن للتشخيص النهائي أن يمر أيضا عبر فحص مماثل باستخدام التصوير المقطعي، ذلك أن الطبيعة متعددة المستويات لهذه التقتية تجعلها أكثر حساسية مقارنة بتقنية التصوير الشعاعي التقليدية. استخدام تقنية الموجات فوق الصوتية يكون في بعض الحالات مفيدة جدا لاستبعاد حالات الفتق، التي قد تترافق مع التهاب العظم العاني وتتطلب معالجة إضافية.
في حالات معينة يمكن استخداك التصوير المقطعي و الفحص بالموجات فوق الصوتي معا لحقن كورتيكوستيرويد على مستوى الارتفاق العاني كجزء من برنامج لعلاج الرياضيين.
يجمع تصوير بالرنين المغناطيسي بين المزايا التشخيصية للتصوير المقطعي والتصوير باستخدم الموجات فوق الصوتية، ويظهر أيضا وذمة نخاع العظم، وله عدة مزايا كعدم الاعتماد على المشغل (على عكس التصوير بالموجات فوق الصوتية)، أو استخدام الإشعاع (كما في حالة التصوير الشعاعي والأشعة السينية). على هذا النحو، يعد التصوير بالرنين المغناطيسي طريقة مفضلة للتقييم والتشخيص وكذا التخطيط لطريقة العلاج.

## العلاج
حتى وقت قريب، لم يكن هناك أي علاج محدد لالتهاب العظم العاني. لعلاج الألم والالتهاب الناجم عن التهاب العظم العاني، يتم في الغالب وصف أدوية مضاد للالتهاب.
في الأرجنتين، درس توبول وآخرون استخدام تقنية حقن الجلوكوز الليدوكائين (العلاج بالحقن، أو العلاج بالحقن التجديدي) في محاولة لاستئناف عملية الشفاء وتوليد نسيج ضام جديد عند 72 عينة من الرياضيين، الذين يعانون من آلام مزمنة في الفخذ/البطن والذين فشلوا في تجربة العلاج التحفظي. تألف العلاج من حقن شهرية على مستوى الملحقات الرباطية للعانة. استمر خلالها الألم لمدة 11 شهرا في المتوسط. تراوح عدد العلاجات التي تم تلقيها ما بين 1 إلى 6 (3 في المتوسط). تحسن بعدها الألم بنسبة 82 في المائة. لم يتحسن ستة رياضيين منهم، وعاد 66 الباقون لممارسة الرياضة دون قيود في غضون ثلاثة أشهر في المتوسط.
في الحالات الشديدة، يتم أحيانا اللجوء إلى تدخل جراحي (استئصال جزئي لقطعة من الارتفاق العاني)،  ولكن نسبة نجاحه تبقى منخفضة، كما أن العملية نفسها قد تؤدي لاحقا إلى حدوث مشاكل في الحوض.
لقد اتَّخذ الاتحاد الأسترالي لكرة القدم خطوات لتقليل حدوث التهاب العظم العاني، وبالتحديد النصح بتقييد مقدار رياضة كمال الأجسام في النوادي والتي يتوجب على اللاعبين الشبان أن يقوموا بها. وبشكل عام تقليل المتطلبات الجسدية على اللاعبين قبل أن تنضج أجسامهم.
ما لم تتم معالجة التهاب العظم العاني مُبكرًا وبشكل صحيح، فبإمكانه أن ينهي الحياة الرياضية للشخص، أو يسبب لهم مستقبلًا مجهولًا في اللعب.

## علم الأوبئة
لقد ازداد عدد الأشخاص من لاعبي كرة القدم الأستراليين المصابين بالتهاب العظم العاني بوضوح خلال العقد الماضي. ويعتقد أن هنالك ثلاثة أسباب لهذا:
- زيادة المتطلبات الجسدية في قوانين كرة القدم الأسترالية. مع تحول اللعبة لتصبح محترفة أكثر، ومع كون اللاعبين رياضيين بدوام كامل، بعوامل مثل سرعة الجري، طول الركل، القفز، والعرقلة، كلها ازدادت مسببة ضغطًا على المنطقة العانية.
- ازدياد قسوة أسطح ملاعب كرة القدم. فأراضي اللعب مجففة أفضل من السابق، وتُلعب اللعبة بشكل متزايد في ملاعب تحوي على أسقف، حيث الأرض لا يسقط عليها المطر. تطورت رياضة كرة القدم الأسترالية كلعبة شتوية تُلعب على الأراضي الناعمة الطينية، و جعلت الأسطح الحديثة من أصابات العضلات والعظام أكثر انتشارًا.
- زيادة الطلب على الحجم والقوة بين لاعبي كرة القدم. مما أدى إلى توجيه تركيز اللاعبين الشبان إلى بناء الكتلة العضلية قبل أن تنضج أجسامهم بشكل كامل. يُفسر الضغط الإضافي الذي تسببه العضلات البطنية التي نُميّت بشكل مبالغ فيه على العظم العاني الانتشار الأعلى لالتهاب العظم العاني بين اللاعبين الشبان. وبعضهم نشأت عنده الحالة بينما لايزال في مرحلة لعب كرة القدم على مستوى المدرسة.

## في الحمل
يمكن للضرر أن يحدث للروابط المحيطة والمُجَسِّرة للمفضل العاني (ارتفاق العظام) كنتيجة لهرمون ريلاكسن، والذي يُفرز في وقت الولادة ليُنعِّم الروابط العانية لأجل الولادة. ويمكن في هذا الوقت للضغط المتكرر أو السقوط، التعثر، أو الانزلاق أن يتسببوا بإصابة في الروابط بشكل أسهل. ويختفي الهرمون عادًة بعد الولادة وتصبح الروابط أقوى مرة أخرى. ويستمر الضعف لدى بعض النساء، ويصبح بإمكان النشاطات مثل حمل الطفل أو صعود درجة حتى ولو كانت صغيرة أن تتسبب بانفصال طفيف ولكنه مستمر أو بِجٍز في روابط الارتفاق العظمي حيث ترتبط الروابط بأسطح المفصل، وحتى التسبب بضرر في الغضروف المُليف والعظام العانية. وتتضمن الأعراض إحدى أو كل مما يلي: ألم في المنطقة العانية، الأوراك، أسفل الظهر، والأفخاذ، ومن الممكن أن يحتاج هذا إلى أشهر (أو حتى سنين) ليتعافى الشخص منه.
بإمكان صورة الأشعة السينية المأخوذة خلال المراحل المبكرة من التهاب العظم العاني أن تكون مُضَللة – من الممكن الإحساس بالألم، ولكن الضرر لا يظهر في الفيلم مالم يتم الحصول على مشهد اللقلق (بمعنى الوقوف على رجل واحدة). وباستمرار العملية وتقدمها، ستظهر الصور اللاحقة أدلة تآكل عظمي في العظام العانية. يمكن لمرض التهاب عظم العانة أن يكون مرتبطًا أيضًا مع ألم حزام الحوض.